# Owcza Góra (Rudawy Janowickie)
Owcza Góra (niem. Schaf Berg, 586 m n.p.m.) – szczyt w południowo-zachodniej Polsce, w Sudetach Zachodnich, w Rudawach Janowickich.

## Położenie i opis
Owcza Góra leży w bocznym ramieniu, odchodzącym od masywu Wielkiej Kopy ku północnemu wschodowi, a dokładniej od Mnichów, pomiędzy dolinami Mienicy i Sierniawy. W ramieniu tym, na południe od Owczej Góry leży Sowia Górka, a na północny wschód znajdują się Ostra i Marciszówek nad Bobrem w Marciszowie.

## Budowa geologiczna
Szczyt Owczej Góry zbudowany jest ze skał metamorficznych wschodniej osłony granitu karkonoskiego - łupków serycytowo-chlorytowo-kwarcowych, łupków kwarcowo-albitowo-chlorytowe, amfibolitów i łupków amfibolitowych powstałych w dolnym paleozoiku. Północno-wschodnie zbocza zbudowane są ze skał osadowych północno-zachodniego skrzydła niecki śródsudeckiej - dolnokarbońskich (kulmowych) zlepieńców, piaskowców i szarogłazów.

## Roślinność
Wzniesienie prawie w całości porośnięte lasami.

## Ochrona przyrody
Wzniesienie położone jest na obszarze Rudawskiego Parku Krajobrazowego.